# Haitianisch-singapurische Beziehungen
Die haitianisch-singapurischen Beziehungen beschreiben das bilaterale Verhältnis zwischen der Republik Haiti einerseits und der Republik Singapur andererseits.

## Geschichte und Stand
Die im Jahr 1804 von Frankreich unabhängig gewordene Republik Haiti und die im Jahr 1965 aus der Föderation mit Malaysia ausgeschlossene und damit selbstständig gewordene frühere Kronkolonie des Vereinigten Königreichs, die Republik Singapur, unterhalten seit 2001 diplomatische Beziehungen.
Diplomatische Vertretungen haben beide Länder nicht ausgetauscht.
Beide Länder gehören der von den Vereinten Nationen definierten Gruppe der Small Island Development States (Kleine Inselentwicklungsländer; SIDS), der Alliance of Small Island States (Allianz der kleinen Inselstaaten; AOSIS) sowie der AKP-Gruppe an.
Nach dem verheerenden Erdbeben in Haiti 2010 sandte der singapurische Präsident Sellapan Ramanathan ein Kondolenzschreiben an seinen haitianischen Kollegen René Préval. Singapur stellte dem Amt der Vereinten Nationen für die Koordinierung humanitärer Angelegenheiten (OCHA) 550.000 US-Dollar als humanitäre Soforthilfe für Haiti zur Verfügung.
Auf das Erdbeben in Haiti 2021 reagierte die Singapurische Rotkreuzgesellschaft mit einem Spendenaufruf, dessen Mittel medizinische Notversorgung, erste Hilfe für Verletzte, Nahrungsmittelhilfe und Unterkünfte für Menschen, die ihre Unterkunft verloren hatten, leisten sollten.
Das Außenministerium Singapurs machte im Jahr 2024 auf die bedenkliche Sicherheitslage angesichts der Krise in Haiti aufmerksam und legte Staatsangehörigen Singapurs nahe, von Reisen nach Haiti abzusehen.
In Umsetzung der Resolution 2699 (2023) des Sicherheitsrats der Vereinten Nationen gilt in Singapur das strikte Verbot, Schusswaffen aus oder über Singapur nach Haiti zu liefern.
Der Austausch von Waren und Dienstleistungen zwischen beiden Ländern lag im Jahr 2023 bei einem Wert von unter 1 Mio. US-Dollar.